# Hopewell (Virgínia)
Hopewell é uma cidade independente localizada no estado americano de Virgínia. A sua área é de 28 km², sua população é de 22 354 habitantes, e sua densidade populacional é de 842,9 hab/km² (segundo o censo americano de 2000). A cidade foi fundada em 1703.